# 瓦爾瓦里夫卡 (杜納伊夫齊區)
48°57′3″N 26°59′4″E / 48.95083°N 26.98444°E
瓦爾瓦里夫卡（烏克蘭語：Варварівка），是烏克蘭西部的村莊，隸屬赫梅利尼茨基州的卡緬涅茨-波多利斯基區。該村面積0.07平方公里，海拔高度302米，2001年人口113，人口密度每平方公里1,569.4人。